# Totò à Madrid
Pour plus de détails, voir Fiche technique et Distribution.
Totò à Madrid ou Un coup fumant (Totò, Eva e il pennello proibito) est un film italo-hispano-français, réalisé par Steno, sorti en 1959 en Italie. Il met en vedette l'acteur comique italien Totò, Louis de Funès tenant un rôle secondaire. Le film a fait l'objet en 1968 d'une tentative de sortie dans les salles françaises, sous le nouveau titre Un coup fumant et en annonçant Louis de Funès en vedette, ce qui a entraîné un litige judiciaire entre le distributeur et l'acteur. Ce dernier a eu gain de cause et le film est passé aux oubliettes en France, où il n'est finalement sorti en DVD qu'en 2005.

## Synopsis
À peine sorti de prison, le riche Raoul La Spada décide de faire un dernier coup d'éclat. Avec sa femme Eva, il appelle le peintre copiste Scorcelletti pour qu'il reproduise une peinture de Goya. Ayant copié la peinture à la perfection, il la truque en rajoutant un élément. La Spada s'arrange alors pour faire authentifier l'œuvre par le grand spécialiste de Goya, Francisco Montiel, afin de pouvoir la revendre à une riche veuve américaine.

## Fiche technique
- Titre : Totò à Madrid
- Titre alternatif : Un coup fumant
- Titre original : Totò, Eva e il pennello proibito
- Réalisation : Steno
- Scénario et adaptation : Roberto Gianviti, Vittorio Metz
- Dialogues : Ruggero Maccari, Vittorio Matez, Jean Halain, Pierre Cholot
- Images : Manuel Berenguer, Alvaro Mancori
- Musique : Gorni Kramer
- Chanson : The Elephant est de Abbe Lane, Granada est chantée par Roberto Altamura
- Chorégraphie : Pépé Alonzo
- Montage : Giuliana Attenni
- Durée : 90 min
- Décors : Piero Filippone, Luigi Gervasi
- Costumes : Adriana Berselli ; Gaber, E.F Schubert
- Assistant réalisateur : Mariano Laurenti
- genre : Comédie
- Format : 35 mm, noir et blanc
- Chef de production : Franco Pallagi
- Production : Cormoran Films, Hespéria Films S.A, Jolly Prodimex, (Franco-Italo-Espagnole)
- Visa d'exploitation : 21588
- Date de sortie
  - Italie : 1959

## Distribution

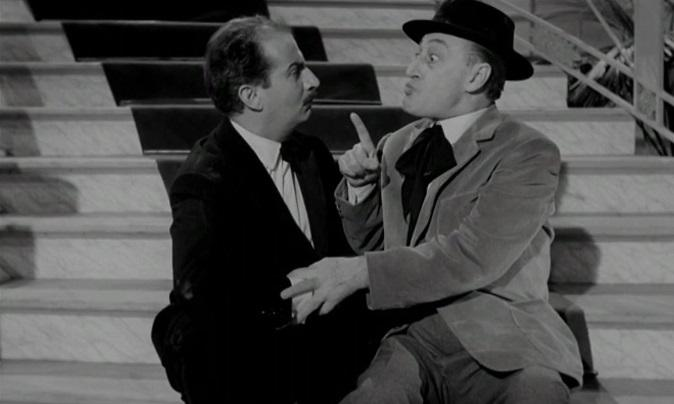
Louis de Funès et Totò dans un scène du film.

Le doublage français du film n'a été effectué qu'en 1969.
- Totò (VF : Fred Pasquali) : Scorcelletti
- Abbe Lane (VF : Evelyn Selena) : Eva
- Louis de Funès (VF : Lui-même) : Le professeur Francisco Montiel
- Mario Carotenuto (VF : Julien Guiomar) : Raoul La Spada
- Giacomo Furia (VF : Patrick Préjean) : Tobia
- Luna Pilar Gomez Ferrer (VF : Lita Recio) : Gloria Harrison
- Ricardo Valle : Pablo Segura, le toréro
- Enzo Garinei : l'amant
- Bruno Corelli : le copiste Oriundo
- Anna-Maria Marchi : Caterina
- Anna Maestri : la dame du train
- Nerio Bernardi : notaire
- Anna-Maria Di Giulio : l'épouse de Don Alonzo
- Silvia de Vietri : la femme de chambre
- Luigi Pavese : l'agent de police
- José Guardiola (VF : Henri Virlojeux) : José
- Francesco Mulè (VF : Albert Médina) : Don Alonzo
- Guido Martufi (VF : Philippe Dumat) : le peintre copiste

## Autour du film
Le film sort en Italie et en Espagne en 1959. En France, la sortie du film est prévue et il reçoit même un visa de contrôle à l'époque : mais il ne semble finalement pas avoir été projeté dans les salles françaises. En 1968, un distributeur veut profiter de la popularité de Louis de Funès, devenu entretemps une star, et décide de sortir le film en France avec comme nouveau titre Un coup fumant. La sortie est alors annoncée par une publicité dans Le Film français qui présente de Funès en tête d'affiche en lieu et place de Totò : l'affiche utilise une photo récente de Louis de Funès, auquel a été rajouté une moustache comme celle qu'il porte dans le film. De plus, le distributeur attaque de Funès en justice pour l'obliger à réaliser le doublage français du film comme le prévoyait son contrat de l'époque. De Funès contre-attaque alors en portant plainte contre le distributeur pour interprétation abusive de contrat. L'acteur obtient gain de cause, la justice contraignant le distributeur à n'utiliser que des photos de Louis de Funès réellement issues du film, à mentionner sur les affiches le fait qu'il s'agit d'un film réalisé en 1959, et à se contenter du son enregistré en studio. Le distributeur renonce finalement à une sortie nationale : Un coup fumant n'est distribué que dans une salle à Nantes, où il attire 7 000 spectateurs en septembre 1969. Ce n'est qu'en 2005 que le public français redécouvre ce film, lorsqu'il est édité en DVD.